# Курт фон Морген
Курт Ернст фон Морген (на немски: Curt Ernst von Morgen) е германски армейски офицер, изследовател на Африка.

## Биография

### Произход и младежки години (1858 – 1885)
Роден е на 1 ноември 1858 година в Нейсе, Кралство Прусия (днес в Ополско войводство, Полша). През 1878 година завършва кадетско училище в Берлин.

### Експедиции в Камерун (1885 – 1891)
През 1885 година заминава за Африка и до 1889 година участва в експедициите на Рихард Кунд и Ханс Тапенбек в Камерун.
На 5 ноември 1889 година със 120 носачи напуска Криби (на залива Биафра) и в края на месеца достига до основания същата година град Яунде. На 9 декември пресича река Санага и достига южната граница на платото Адамауа. Оттам завива на запад, открива най-големия десен приток на Санага – река Мбам и по Санага през март 1890 година се спуска до морето.
На 2 юни 1890 година тръгва от Яунде на север, пресича Санага и междуречието Санага – Мбам и достига до изворната област на Мбам. Пресича платото Адамауа и в началото на 1891 г. достига до река Бенуе при Иби (8°15′ с. ш. 9°45′ и. д. / 8.25° с. ш. 9.75° и. д.). Спуска се по Бенуе и Нигер и след кратък престой в Лагос се завръща в Германия след шестгодишно пребиваване в Африка.
Пътешествията си в Камерун описва в публикуваната през 1893 година в Лайпциг книга: „Durch Kamerun von Süd nach Nord. Reisen und Forschungen im Hinterlande 1889 bis 1891“ (в превод През Камерун от юг на север).

### Следващи години (1891 – 1928)
След завръщането си от Африка работи в Министерството на външните работи.
През декември 1893 година в Камерун избухва бунт в местните полицейски части. През януари 1894 година Морген е командирован в колонията и след две наказателни експедиции северно от Дуала и в района на вулкана Камерун потушава бунта.
През 1896 – 1897 година придружава англо-египетската армия като военен наблюдател при завземането на суданския град Донгола. През 1897 година, вече като капитан, е назначен за военен аташе в Цариград. През 1898 година изпълнява длъжността адютант на германския император по време на пътуването му до Палестина. През 1898 година става майор и от януари 1902 година е командир на батальон. През 1905 година става полковник и командир на пехотен полк. На 27 януари 1912 година е повишен в генерал-майор и командир на 81-ва Пехотна брегада в Любек.
По време на Първата световна война, вече като генерал-лейтенант, командва резервни корпуси, а през 1916 година с поверения му корпус пребивава в Румъния. През януари 1919 година излиза в оставка, живее в Любек, където умира на 15 февруари 1928 година на 69-годишна възраст.